# Waltendorfer Straße
Die Waltendorfer Straße (B 67c) ist eine Landesstraße in Österreich. Sie verläuft im Süden der Grazer Innenstadt auf der Achse Karlauergürtel – Schönaugürtel – Jakominigürtel – Waltendorfer Gürtel – Koßgasse zwischen der B67 im Westen und der B67a im Osten. Ursprünglich als durchgehende Gürtelstraße geplant, ist sie heute mehrfach unterbrochen. Benannt ist sie nach dem Grazer Stadtteil Waltendorf, zu dem sie früher geführt hat.
| B67c | Die Waltendorfer Straße befand sich wie die anderen ehemaligen Bundesstraßen in der Bundesverwaltung. Seit dem 1. April 2002 steht sie unter Landesverwaltung und führt zwar das B in der Nummer weiterhin, nicht aber die Bezeichnung Bundesstraße. |